# پارک البدع
پارک البدع یک پارک در قطر است که در دوحه واقع شده‌است.